# Epinephelus costae
Epinephelus costae, tên thông thường là Goldblotch grouper (cá mú đốm vàng), là một loài cá biển thuộc chi Epinephelus trong họ Cá mú. Loài này được mô tả lần đầu tiên vào năm 1878.
Craig và Hastings (2007) xem E. costae là thành viên của chi Mycteroperca.

## Phân bố và môi trường sống
E. costae có phạm vi phân bố rộng khắp Đông Đại Tây Dương. Loài này được tìm thấy từ phía nam Bồ Đào Nha và Tây Ban Nha, dọc theo bờ biển Tây Phi cho đến miền trung Angola, bao gồm quần đảo Canary và quần đảo Cape Verde ngoài khơi, và cả các hòn đảo trong vịnh Guinea. Chúng cũng được tìm thấy khắp bờ biển Địa Trung Hải. Cá trưởng thành sống xung quanh các rạn san hô và các bãi đá ngầm ở vùng đáy nhiều bùn cát, độ sâu khoảng từ 10 đến 80 m. Cá con sống ở vùng nước nông hơn.

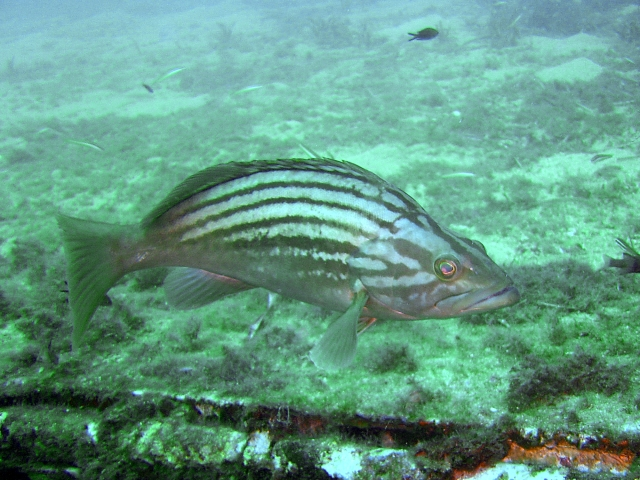
Cá con đang phát triển

## Mô tả
E. costae trưởng thành có chiều dài cơ thể lớn nhất đo được là gần 140 cm. Thân thuôn dài, hình bầu dục. Đầu và thân có màu nâu với 2 - 3 đường sọc phía sau mắt, hướng xuống má và mang; các sọc này mờ dần khi chúng già đi. Điểm đặc trưng của loài này là đốm vàng ở hai bên thân của cá trưởng thành, nhanh chóng biến mất khi chúng chết đi. Đuôi bo tròn. Vây bụng không thể chạm tới hậu môn. Cá con có thêm 5 - 6 sọc đen dọc thân trên.
Số gai ở vây lưng: 11 (gai thứ 3 và 4 dài nhất); Số tia vây mềm ở vây lưng: 15 - 17; Số gai ở vây hậu môn: 3; Số tia vây mềm ở vây hậu môn: 8; Số tia vây mềm ở vây ngực: 18 - 19; Số lược mang: 24 - 27; Số vảy đường bên: 70 - 73.
Thức ăn của E. costae là các loài cá nhỏ hơn, động vật thân mềm và động vật giáp xác. Chúng được đánh bắt trong nghề cá thương mại.